# Општина Думешти (Јаши)
Думешти (рум. Dumeşti) општина је у Румунији у округу Јаши.
Oпштина се налази на надморској висини од 121 m.